# Подујево
Подујево (алб. Podujeva, Podujevë, Besiana, Besianë) је градско насеље и седиште истоимене општине у Србији, које се налази у североисточном делу Косова и Метохије и припада Косовском управном округу. Према попису из 2024. било је 20.330 становника.
Атар насеља се налази на територији катастарске општине Подујево површине 915 ha.

## Историја
Подујево се као велико село у турском тефтеру пописа области Бранковића 1455. године помиње као село са 43 српске куће, попом Степаном и његовим братом Петром, на челу списка. Под истим именом јавља се и у попису Вучитрнског санџака 1487. године. У Дубровачком архиву чува се податак да су 1660. године дубровачки трговци куповали вуну у Подујеву. Године 1806. у Првом српском устанку Станоје Главаш је од Прокупља продро до Подујева где је подигао шанац према Турцима. Српска војска је, у Првом балканском рату, према писању Српских новина, ослободила Подујево 21. октобра (по јулијанском календару 7. октобра) 1912.
Непознато је место где се српска средњовековна сеоска црква налазила у тадашњем селу Подујеву. Највероватније је да је била на садашњем брду Мерћезу које су Турци претворили у тврђаву и граничну кулу. После Првог светског рата на брду је подигнута нова црква која је посвећена Св. Илији. У Другом светском рату албански фашисти и Немци су срушили њено кубе и оштетили је. Црква је обновљена 1971. године. Овде се налази и Црква Светог Андреја у Подујеву.
Основна школа у Подујеву отворена је 1921. године. Први учитељ био је Божо Шолак.
Указом Краља од 31. марта 1922. године насеље је добило статус варошице.
Током Другог светског рата део подујевског среза припао је немачкој окупационој зони, док је други део припао италијанској окупационој зони. После преласка Бугарске на страну Антифашистичке коалиције, НОВЈ и Бугарска отаџбинска војска заједно су ратовале против немачких и албанских војника. Друга бугарска армија је 4. новембра 1944. заузела Подујево. Током Другог светског рата српску цркву у Подујеву су опљачкали и демолирали Албанци. Уништавана су гробља и Албанци су пуцали пушкама кроз цркву. Након рата притисак на српско становништво је био велики па је из подујевског краја 1959. године отишло 22 српске и црногорске породице, а следеће 36.
Албанске демонстрације 1968. почеле су у Приштини али су се убрзо преселиле у Подујево. Скоро да је дошло до погрома српског становништва да није интервенисала војска и полиција. Након демонстрација 1968. број Срба се осетно смањи, што се видело на попису 1971. године где је Срба у подујевској општини било за 42% мање у односу на 1961. годину.

## Демографија
Према попису из 1981. године град је био већински насељен Албанцима. Након рата 1999. године већина Срба и Црногораца је напустила Подујево.
| Етнички састав према попису из 1961.‍ | Етнички састав према попису из 1961.‍ | Етнички састав према попису из 1961.‍ | Етнички састав према попису из 1961.‍ | Етнички састав према попису из 1961.‍ |
| ------------------------------------ | ------------------------------------ | ------------------------------------ | ------------------------------------ | ------------------------------------ |
|                                      |                                      |                                      |                                      |                                      |
| Албанци                              | Албанци                              |                                      | 2.838                                | 58,3%                                |
| Срби                                 | Срби                                 |                                      | 1.447                                | 29,7%                                |
| Црногорци                            | Црногорци                            |                                      | 497                                  | 10,2%                                |
| Укупно: 4.870                        |                                      |                                      |                                      |                                      |

| Етнички састав према попису из 1981.‍ | Етнички састав према попису из 1981.‍ | Етнички састав према попису из 1981.‍ | Етнички састав према попису из 1981.‍ | Етнички састав према попису из 1981.‍ |
| ------------------------------------ | ------------------------------------ | ------------------------------------ | ------------------------------------ | ------------------------------------ |
|                                      |                                      |                                      |                                      |                                      |
| Албанци                              | Албанци                              |                                      | 14.423                               | 90,7%                                |
| Срби                                 | Срби                                 |                                      | 740                                  | 4,6%                                 |
| Црногорци                            | Црногорци                            |                                      | 348                                  | 2,2%                                 |
| Роми                                 | Роми                                 |                                      | 320                                  | 2%                                   |
| Укупно: 15.894                       |                                      |                                      |                                      |                                      |

| Етнички састав према попису из 2011.‍ | Етнички састав према попису из 2011.‍ | Етнички састав према попису из 2011.‍ | Етнички састав према попису из 2011.‍ | Етнички састав према попису из 2011.‍ |
| ------------------------------------ | ------------------------------------ | ------------------------------------ | ------------------------------------ | ------------------------------------ |
|                                      |                                      |                                      |                                      |                                      |
| Албанци                              | Албанци                              |                                      | 22.696                               | 96,8%                                |
| Ашкалије                             | Ашкалије                             |                                      | 604                                  | 2,6%                                 |
| Роми                                 | Роми                                 |                                      | 74                                   | 0,3%                                 |
| Укупно: 23.453                       |                                      |                                      |                                      |                                      |

Број становника на пописима:
|             | \| Демографија[9] \| Демографија[9] \| Демографија[9] \| \| Година \| Становника \| Становника \| \| -------------- \| -------------- \| -------------- \| \| 1948. \| 2.435 \| \| \| 1953. \| 3.253 \| \| \| 1961. \| 4.870 \| \| \| 1971. \| 8.490 \| \| \| 1981. \| 15.894 \| \| \| 1991. \| 25.847 \| \| |            |
| Демографија | |            |
| Година      | Становника | Становника |
| 1948.       | 2.435 |            |
| 1953.       | 3.253 |            |
| 1961.       | 4.870 |            |
| 1971.       | 8.490 |            |
| 1981.       | 15.894 |            |
| 1991.       | 25.847 |            |

## Познате личности
- Драган Максимовић, српски глумац
- Радослав Радивојевић, српски редитељ, глумац, књижевник
- Јадранка Шешељ, некадашњи кандидат за председника Србије и супруга Војислава Шешеља
- Драган Вучелић, српски глумац и водитељ
- Фадиљ Вокри, југословенски и албански фудбалер
- Фатмир Сејдију, албански политичар и сепаратиста